# Macun
Il macun ("pasta", "stucco", "mastice" in turco: anche macun şekeri, "zucchero di pasta") è una pasta toffee morbida, dolce e colorata, tipica della cucina turca.
È un cibo di strada che può essere preparato con molte erbe e spezie. Il Macun deriva da versioni speziate del mesir macunu, una pasta di erbe turca tradizionale risalente al periodo ottomano, durante il quale veniva consumato come farmaco. Esso era storicamente servito in un vassoio rotondo con scomparti separati per i vari gusti, uno stile di presentazione che è continuato nei tempi moderni. Il consumo di macun è parte di diverse usanze turche.

## Descrizione

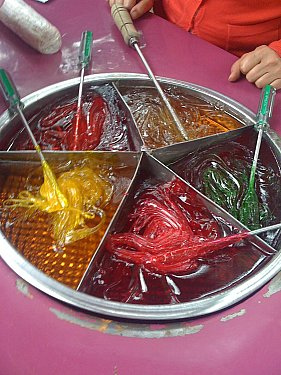
Macun

Il macun è un cibo di strada che viene spesso venduto all'aperto, soprattutto durante i festival di strada ("panayır"). Esso è un dolce popolare tra i bambini. Il colore dei vari macun può essere vivido o luminoso. Il macun può essere preparato con molte erbe e spezie.
Gli ingredienti per aromatizzare il macun includono tradizionalmente bergamotto, cannella, mastic, menta, rosa, limone e prugna.

## Storia
Il macun deriva dalle versioni speziate del mesir macunu, una pasta di erbe tradizionale del periodo ottomano sviluppata nella città di Manisa, nella regione egea dell'anatolia.
Ayşe Hafsa Sultan, moglie di Selim I e madre di Solimano il Magnifico, dopo la morte del marito si ammalò gravemente durante un suo soggiorno a Manisa. Sfortunatamente i medici non riuscirono a trovare una cura, quindi Solimano consultò Merkez Muslihiddin Efendi, il capo della scuola teologica appartenente alla moschea del Sultano. Questi miscelò 41 diversi tipi di piante, semi, radici e spezie per formare una pasta medicinale e la mandò a palazzo. Quando Hafsa Sultan mangiò questa pasta, si riprese e volle condividere questa medicina miracolosa con gli altri. Con l'aumentare delle richieste da parte del popolo, il Sultano disse a Merkez Efendi di distribuire la pasta al popolo ogni anno nel corso di una festa. Nella preparazione del macun le varie erbe e spezie utilizzate erano mescolate con miele: ciò serviva anche a preservare il prodotto. Vari tipi di macun erano serviti e consumati sia in medicina che in pasticceria (come dolciumi): fra questi, durante il periodo ottomano, il macun di nome neruz macunu, noto anche come nevruziyye, era consumato sia come medicina che come dolce.
Durante il XVII secolo in Turchia, il derviscio Seyyid Hasan apprezzava il consumo di due tipi di macun, rispettivamente aromatizzati con menta e calamo aromatico. Queste varietà di macun venivano servite ai pasti che egli consumava con altri dervisci e amici. Hasan faceva parte dell'ordine mistico Sunbuliyye, come il suo sceicco.

## Servizio

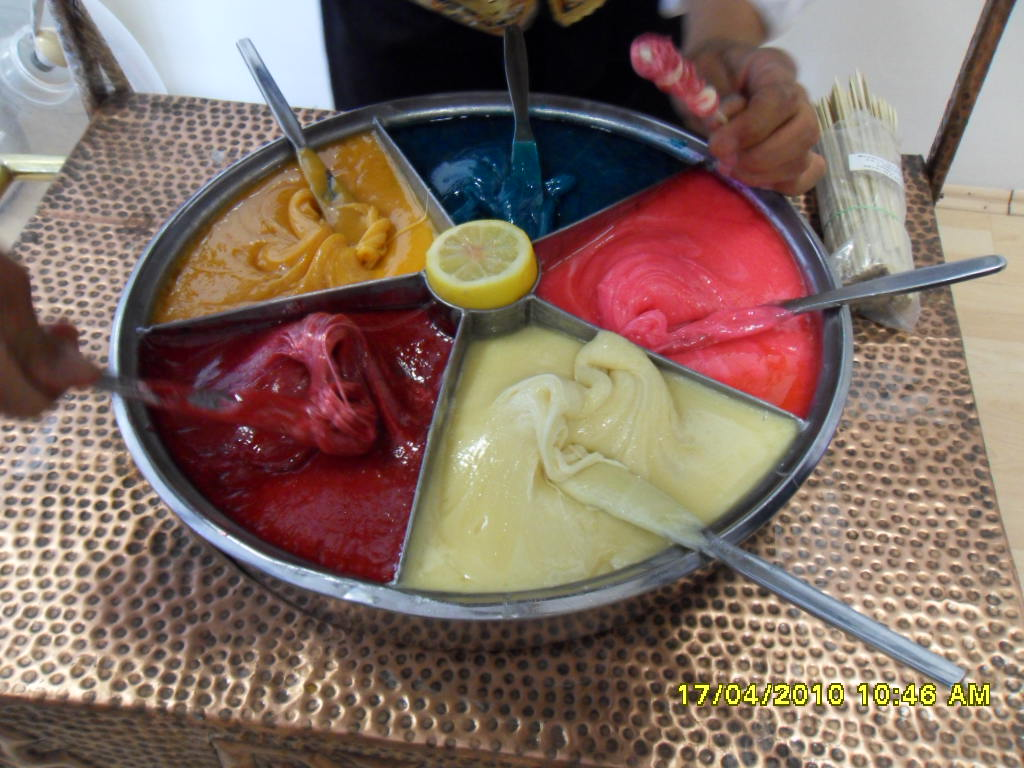
Macun servito nel suo contenitore tradizionale

In passato, in Turchia, i vassoi di servizio erano costruiti in rame o legno e i venditori ambulanti appoggiavano i vassoi di macun su treppiedi portatili. Altri trasportavano il macun in un contenitore legato alla vita con una cintura;  il contenitore aveva scomparti separati per i vari gusti del macun. Alcuni venditori di macun a Istanbul provavano ad attrarre clienti e competere con altri venditori suonando musica. I venditori ambulanti fornivano il macun alla gente durante il festival di Hıdırellez (che ha luogo circa un mese dopo l'equinozio di primavera), nei giorni di mercato, festivi, nelle processioni nuziali, e in altre occasioni.

## Costumi
In Anatolia, è una tradizione nuziale per lo sposo mangiare macun nella notte del suo matrimonio. A Manisa, la cerimonia del mesir bayrami prevede la distribuzione di macun alle persone nelle strade.
Il macun viene generalmente servito in una teglia rotonda divisa a spicchi in scomparti separati. esso può essere consumato usando un utensile di raccolta apposito come il macuncu mablaği o macunkeş, che ha la forma di un cacciavite. Il macun viene cosi' raccolto e quindi avvolto attorno a un bastoncino. Questo procedimento può essere ripetuto con gusti alternativi, creando cosi' un dolce a strisce. In Turchia, le persone che servono il macun sono chiamate macuncu.